# Lista de campeãs do carnaval de Belo Horizonte
Esta e uma lista sobre as campeãs do carnaval de Belo Horizonte.

## Campeãs
| Ano                                    | Escola campeã                          | Enredo                                                                             | Ref.                 |
| -------------------------------------- | -------------------------------------- | ---------------------------------------------------------------------------------- | -------------------- |
| 1959                                   | Inconfidência Mineira                  |                                                                                    | [ 1 ] [ 2 ]          |
| 1960                                   | Inconfidência Mineira                  |                                                                                    | [ 1 ] [ 2 ]          |
| 1961                                   | Inconfidência Mineira                  |                                                                                    | [ 1 ] [ 2 ]          |
| 1962                                   | Inconfidência Mineira                  |                                                                                    | [ 1 ] [ 2 ]          |
| 1963                                   | Inconfidência Mineira                  |                                                                                    | [ 1 ] [ 2 ]          |
| 1963                                   | Cidade Jardim                          |                                                                                    | [ 1 ] [ 2 ]          |
| 1964                                   | Cidade Jardim                          |                                                                                    | [ 1 ] [ 2 ]          |
| 1965                                   | Cidade Jardim                          |                                                                                    | [ 1 ] [ 2 ]          |
| 1966                                   | Cidade Jardim                          |                                                                                    | [ 1 ] [ 2 ]          |
| 1967                                   | Cidade Jardim                          |                                                                                    | [ 1 ] [ 2 ]          |
| 1968                                   | Cidade Jardim                          |                                                                                    | [ 1 ] [ 2 ]          |
| 1969                                   | Cidade Jardim                          |                                                                                    | [ 1 ] [ 2 ]          |
| 1970                                   | Cidade Jardim                          |                                                                                    | [ 1 ] [ 2 ]          |
| 1971                                   | Cidade Jardim                          |                                                                                    | [ 1 ] [ 2 ]          |
| 1972                                   | Cidade Jardim                          |                                                                                    | [ 1 ] [ 2 ]          |
| 1973                                   | Unidos Guaranis                        |                                                                                    | [ 1 ] [ 2 ]          |
| 1974                                   | Cidade Jardim                          |                                                                                    | [ 1 ] [ 2 ]          |
| 1975                                   | Unidos Guaranis                        |                                                                                    | [ 1 ] [ 2 ]          |
| 1976                                   | Cidade Jardim                          |                                                                                    | [ 1 ] [ 2 ]          |
| 1976                                   | Unidos de Vera Cruz                    |                                                                                    | [ 1 ] [ 2 ]          |
| Não ocorreu desfile em 1977.           | Não ocorreu desfile em 1977.           | Não ocorreu desfile em 1977.                                                       | [ 1 ] [ 2 ]          |
| 1978                                   | Unidos Guaranis                        |                                                                                    | [ 1 ] [ 2 ]          |
| 1979                                   | Unidos Guaranis                        | Raízes negras de nossa terra                                                       | [ 1 ] [ 2 ]          |
| 1980                                   | Cidade Jardim                          |                                                                                    | [ 1 ] [ 2 ]          |
| 1981                                   | Canto da Alvorada                      |                                                                                    | [ 1 ] [ 2 ]          |
| 1982                                   | Canto da Alvorada                      | Das ilusões do espaço às maravilhas da Terra.                                      | [ 1 ] [ 2 ]          |
| 1983                                   | Cidade Jardim                          |                                                                                    | [ 1 ] [ 2 ]          |
| 1984                                   | Cidade Jardim                          |                                                                                    | [ 1 ] [ 2 ]          |
| 1985                                   | Cidade jardim                          |                                                                                    | [ 1 ] [ 2 ]          |
| 1986                                   | Cidade Jardim                          | Os Orixás nos 25 anos da Cidade Jardim                                             | [ 1 ] [ 2 ]          |
| 1987                                   | Canto da Alvorada                      | Sua majestade o Samba                                                              | [ 1 ] [ 2 ]          |
| 1988                                   | Canto da Alvorada                      | Preto no branco.                                                                   | [ 1 ] [ 2 ]          |
| Não ocorreu desfile em 1989.           | Não ocorreu desfile em 1989.           | Não ocorreu desfile em 1989.                                                       | [ 1 ] [ 2 ]          |
| 1990                                   | Canto da Alvorada                      | Jequitinhonha                                                                      | [ 1 ] [ 2 ]          |
| 1990                                   | Bem-te-Vi                              | Olimpíada dos Deuses                                                               | [ 1 ] [ 2 ]          |
| 1991                                   | Unidos de Santa Tereza                 |                                                                                    | [ 1 ] [ 2 ]          |
| Não ocorreu desfile entre 1992 e 2003. | Não ocorreu desfile entre 1992 e 2003. | Não ocorreu desfile entre 1992 e 2003.                                             | [ 1 ] [ 2 ]          |
| 2004                                   | Canto da Alvorada                      | O Canto canta e conta o Galo.                                                      | [ 1 ] [ 2 ]          |
| 2005                                   | Canto da Alvorada                      | Quem viu viu, quem não viu vem ver agora. O Canto abre as cortinas do espetáculo.  | [ 1 ] [ 2 ]          |
| 2006                                   | Canto da Alvorada                      | Amore Mio, amore mio. Pátria é todo lugar que o homem forte escolhe para a morada. | [ 1 ] [ 2 ]          |
| 2007                                   | Canto da Alvorada                      | As águas vão rolar, de mesa em mesa, de bar em bar!                                | [ 1 ] [ 2 ]          |
| 2008                                   | Acadêmicos de Venda Nova               | Velhas, o Rio que corre em mim.                                                    | [ 1 ] [ 2 ]          |
| 2009                                   | Acadêmicos de Venda Nova               | S.O.S. Planeta Terra – O Futuro Chegou, e Agora?                                   | [ 3 ] [ 1 ]          |
| 2010                                   | Chame-Chame                            | Brasil Imperial                                                                    | [ 4 ] [ 1 ]          |
| 2011                                   | Canto da Alvorada                      | Humanos quem somos, de onde viemos, pra onde vamos                                 | [ 5 ] [ 1 ]          |
| 2012                                   | Canto da Alvorada                      | Tem cheiro de mato é terra molhada                                                 | [ 6 ] [ 1 ]          |
| 2013                                   | Canto da Alvorada                      | Pelos Caminhos de Minas – Yara Tupynambá                                           | [ 7 ] [ 8 ] [ 1 ]    |
| 2014                                   | Acadêmicos de Venda Nova               | 5 Sentidos numa mesma emoção!                                                      | [ 9 ] [ 10 ]         |
| 2015                                   | Acadêmicos de Venda Nova               | Tudo Que Venda Nova Toca Vira Ouro                                                 | [ 11 ]               |
| 2016                                   | Canto da Alvorada                      | Tizumba Ê                                                                          | [ 12 ] [ 13 ]        |
| 2017                                   | Acadêmicos de Venda Nova               | Sonhos de Toninho Veterinário, o Mestre-Sala dos Animais                           | [ 14 ] [ 15 ]        |
| 2018                                   | Canto da Alvorada                      | Grupo Aruanda Embaixador da Cultura Brasileira                                     | [ 16 ] [ 17 ] [ 18 ] |
| 2019                                   | Acadêmicos de Venda Nova               | Ester Sanches - A Embaixadora da Solidariedade.                                    | [ 19 ]               |
| 2020                                   | Canto da Alvorada                      | Memórias de um estilista coração de galinha                                        | [ 20 ]               |
| Não ocorreu desfile entre 2021 e 2022. | Não ocorreu desfile entre 2021 e 2022. | Não ocorreu desfile entre 2021 e 2022.                                             | [ 1 ] [ 2 ]          |
| 2023                                   | Acadêmicos de Venda Nova               | África, Mãe Ancestral dos Impérios Gloriosos                                       | [ 21 ]               |
| 2024                                   | Estrela do Vale                        | Vem Curtir Esta Viagem com o Pai da Aviação                                        | [ 22 ]               |

## Número de títulos por escola
| Escola                 | Total |
| ---------------------- | ----- |
| Canto da Alvorada      | 16    |
| Cidade Jardim          | 16    |
| Venda Nova             | 7     |
| Inconfidência Mineira  | 5     |
| Unidos Guaranis        | 4     |
| Bem-te-Vi              | 1     |
| Chame-Chame            | 1     |
| Estrela do Vale        | 1     |
| Unidos de Santa Tereza | 1     |
| Unidos de Vera Cruz    | 1     |